# Канатний трамвай Сан-Франциско
Канатний трамвай Сан-Франциско (англ. San Francisco cable car) — канатний трамвай в місті Сан-Франциско, США.

## Історичний трамвай
Регулярний рух першою лінією Клей-стріт-гілл канатного трамвая розпочато 1 вересня 1873 року. Ширина колії становила 1067 мм. Рух другою лінією, Саттер-стріт, відкрито 1877 року. Ширина колії тут становила 1524 мм. 1878 року відкрито лінію Каліфорнія-стріт шириною 1067 мм, 1880 року -  Гіарі-стріт, Парк і Оушн шириною 1524 мм, 1883 - Маркет-стріт шириною 1435 мм, 1888 - дві лінії: Пауелл-Масон та Пауел-Вашингто-Джексон. 1890 року компанія California Street Cable Railroad відкрила дві нові лінії, це були останні повністю нові лінії канатної дороги, побудовані в місті. Однією з них була лінія О'Фарелла–Джонса–Хайда, ділянка якої Хайд все ще залишається в експлуатації як частина поточної лінії Пауелл–Гайд. 1888 року компанія придбала оригінальну залізницю Clay Street Hill Railway, яку включила до нової лінії Сакраменто–Клей у 1892 році.
Загалом між 1873 і 1890 роками було створено двадцять три лінії.
Спочатку кабелі приводилися в дію стаціонарними паровими двигунами, що працювали на вугіллі. 1901 року двигуни переведено на нафту. 1912 року встановлено перший електричний двигун, а використання парових двигунів повністю припинилося 1926 року встановленням другого електричного двигуна. Зі зменшенням кількості ліній канатної дороги єдиний електродвигун потужністю 750 кінських сил зрештою зміг взяти на себе роботу всіх ліній. Обмеження такої конфігурації полягало в тому, що якщо одна канатна дорога на одній лінії зламалася, усі лінії мали бути зупинені. Отже, під час реконструкції 1984 року кожен із чотирьох кабелів (Каліфорнія, Хайд, Мейсон і Пауелл) живився окремо від власного електродвигуна потужністю 510 кінських сил (380 кВт).

## Поява електричного трамвая і подальша історія
Перші електричні трамваї в Сан-Франциско почали працювати в 1892 році під егідою San Francisco and San Mateo Electric Railway. До початку 1906 року багато канатних доріг Сан-Франциско перебували під контролем United Railroads of San Francisco (URR), хоча Cal Cable і Geary Street Company залишалися незалежними. URR намагався перетворити багато своїх кабельних ліній на повітряну електричну тягу, але це наштовхнулося на опір противників, які заперечували проти того, що вони вважали потворними повітряними лініями на головних магістралях центру міста.
Ці заперечення зникли після землетрусу в Сан-Франциско 1906 року. Землетрус і викликана ним пожежа знищили електростанції та депо ліній Cal Cable і Powell Street URR, а також 117 вагонів, що зберігалися в них. Подальша гонитва за відновлення міста дозволила URR замінити більшість своїх ліній канатної дороги на лінії електричних трамваїв. До 1912 року залишилося лише вісім ліній канатної дороги, всі з крутими схилами, непрохідними для електричних трамваїв. У 1920-х і 1930-х роках ці лінії, що залишилися, зазнали тиску з боку значно вдосконалених автобусів тієї епохи, які тепер могли підійматися на крутіші пагорби, ніж електричний трамвай. До 1944 року із цих ліній канатної дороги збереглися лише п'ять: дві лінії Пауелл-стріт, які на той час перебували у муніципальній власності як частина Muni, і три лінії, що належали все ще незалежній компанії Cal Cable.

## Закриття та відновлення
У 1947 році мер Роджер Лепхем запропонував закрити дві муніципальні лінії. У відповідь на спільне засідання 27 жіночих громадських груп під керівництвом Фрідель Клусманн було створено Громадянський комітет із збереження канатних доріг. Під час відомої битви волі громадський комітет зрештою змусив провести референдум щодо поправки до міського статуту, змусивши місто продовжувати експлуатувати лінії Пауелл-стріт. Клуссман очолив ще одну кампанію в 1948 році, щоб місто придбало Cal Cable, але референдум не набрав необхідної більшості, 58% висловилися на користь придбання; другий референдум у 1949 році, який вимагав простої більшості, пройшов, і місто почало переговори з компанією.
У серпні 1951 року три лінії Cal Cable були закриті, оскільки компанія не могла дозволити собі страхування. Місто придбало та знову відкрило лінії в січні 1952 року, але інший референдум, який мав фінансувати технічне обслуговування ліній на Каліфорнії-Стріт та електростанції та депо, провалився в листопаді 1953 року. Поправка до статуту міста не захищала нещодавно придбали лінії Cal Cable, і місто розпочинати плани замінити їх автобусами; крім того, підприємства на Юніон-сквер і в центрі міста почали просувати плани перетворення O'Farrell на автомобільний рух, що призвело б до припинення обслуговування району Тендерлойн через внутрішню частину лінії O'Farrell Jones & Hyde. Результатом став компроміс, який сформував поточну систему: лінія Каліфорнія-Стріт від Cal Cable, лінія Пауелл-Масон, яка вже перебуває у муніципальній власності, і третя гібридна лінія, утворена шляхом прилучення ділянки Гайд-Стріт від Cal Cable O'Farrell-Jones - Лінія Гайда на усічену лінію Пауелла–Вашингтона–Джексона, тепер відому як лінія Пауелл–Гайд.
Це рішення потребувало деякої реконструкції, щоб перевести колію Гайд-стріт і кінцеву зупинку на роботу односторонніх вагонів лінії Пауелл, а також дозволити керувати всією системою з одного вагонного сараю та електростанції. Попри зміни, значна частина системної інфраструктури залишилася незмінною з моменту землетрусу.
У 1982 році систему канатної дороги було закрито на реконструкцію, яка включала заміну колій і кабельних каналів у 69 міських кварталах, реконструкцію депо та електростанції в межах оригінальних зовнішніх цегляних стін, встановлення нового силового обладнання та ремонт або реконструкція 37 вагонів. Система була знову відкрита 21 червня 1984 року.

## Сучасність
З 1984 року компанія Muni продовжує вдосконалювати систему. Робота включала реконструкцію історичних вагонів, будівництво абсолютно нових вагонів на заміну, будівництво нового терміналу та поворотної платформи на кінцевій станції Hyde and Beach, а також нової поворотної платформи на кінцевій станції Powell and Market.
Між 2017 і 2019 роками система отримала другу, але менш масштабну перебудову. Протягом дворічного проекту компанія відновила коробки передач системи канатної дороги, які використовувалися з моменту останньої реконструкції в 1984 році.
Систему було закрито в березні 2020 року, щоб захистити водіїв під час пандемії COVID-19, оскільки канатні дороги не пропонують купе, що відокремлює їх від пасажирів (на відміну від автобусів, які продовжували курсувати). Обмежене обслуговування всіх трьох ліній було відновлено 2 серпня 2021 року. Повне обслуговування почалося 4 вересня 2021 року. 9 вересня 2021 року несправність клапана спричинила активацію системи пожежогасіння в депо, що призвело до припинення електропостачання. Рух відновлено 18 вересня 2021 року.

## Лінії
Діє три лінії канатного трамвая: Пауелл-Масон протяжністю 2,6 км; Каліфорнія-Стріт протяжністю 2,3 км; Пауелл-Гайд протяжністю 3,4 км. Зазвичай система починає працювати о 5:30 ранку щодня і вимикається о 1:30 ночі.

## Вартість та оплата проїзду
Станом на 1 січня 2020 року вартість проїзду на канатній дорозі коштує 8 доларів США за одну поїздку, за винятком людей похилого віку, які їздять до 7 ранку або після 9 вечора, коли вартість проїзду становить 4 долари. Поїздки на канатній дорозі включені в місячні абонементи San Francisco Municipal Railway, а також у абонементи на 1, 3, 7 днів і програму CityPASS. Перепустки, завантажені на картку Clipper, кондуктор може зчитувати за допомогою мобільного пристрою.

## Рухомий склад
Є 28 односторонніх вагонів, доступних для експлуатації на лініях Powell і 12 двосторонніх вагонів на лінії California Street.